# پرز، کزون
پرز، کزون (به لاتین: Perez, Quezon) یک منطقهٔ مسکونی در فیلیپین است که در کزون واقع شده‌است.

## خصوصیات
پرز ۵۷٫۴۶ کیلومترمربع مساحت و ۱۲٬۱۷۳ نفر جمعیت دارد.